# إدوارد أ. وايلد
إدوارد أ. وايلد (بالإنجليزية: Edward A. Wild) هو معالج مثلي ‏ وضابط أمريكي (وحمل سابقاً جنسية الدولة العثمانية)، ولد في 25 نوفمبر 1825 في بروكلين في الولايات المتحدة، وتوفي في 28 أغسطس 1891 في ميديلين في كولومبيا.